# MTV Rússia
MTV Rússia (em russo: MTV Россия) é a versão russa da MTV visto em 22 milhões de lares em Moscou, São Petersburgo, Omsk, Voronezh, Novosibirsk e Yekaterinburg, entre outras cidades.

## História
- Através de um acordo de licenciamento de vários anos com BIZ Enterprises, a MTV Rússia tornou-se a primeira rede de televisão personalizada especificamente para a juventude russa, em 1998. Em janeiro de 2000, MTV Networks International adquiriu uma posição de capital na MTV Rússia. A partir de 2007, o canal pode ser visto em 724 cidades de toda a antiga URSS.
- Focando em um público de 14 a 34 anos de idade, o canal apresenta uma mistura de vídeos musicais de artistas russos e internacionais programados localmente a partir de sua base de produção em Moscou. VJs da MTV Rússia cobrem a cena musical russa e introduzem programação localmente relevantes. Seu principal rival nacional é a Muz-TV, um canal de música de Moscou.
- Desde 2005, em face da crescente concorrência de TNT e STS, a MTV Rússia se afastou de videoclipes e para produzir talk-shows, a sua própria série de TV, e cobrir a vida noturna de Moscou.
- Em 1º de dezembro de 2005, o VH1 Rússia foi lançado pela Viacom.
- Em 4 de junho de 2007, a Prof-Media adquiriu 100 por cento do portfólio dos canais da Viacom International Media Networks na Rússia. Isso inclui as marcas MTV e VH1. MTV Rússia continua a transmitir a 35 milhões de lares em toda a Federação Russa.
- Desde 10 de abril de 2010, MTV Rússia adotou o mesmo logotipo da MTV EUA. O canal continua a partilhar a mesma identidade visual da MTV Internacional que foi lançado 1º de julho de 2009
- Em 1º de junho de 2010, o VH1 Rússia foi fechado.
- Em fevereiro de 2012, a MTV Rússia foi acusada de censura depois de ter cancelado um polêmico programa de debate político.
- A Prof Media anunciou em dezembro de 2012 que deixaria de operar MTV Rússia a partir de 1º de junho de 2013 e iria substitui-la com um novo canal de entretenimento chamado Pytanisa.

## MTV Rússia Music Awards
Desde 2004, a MTV Rússia apresenta MTV Russia Music Awards, que é um dos primeiros prêmios da Rússia para comemorar e recompensar atos locais e internacionais da música e vídeo. O Artista do Ano se torna o vencedor do Melhor Artista russo no EMA, MTV Europe Music Awards.

## MTV Rússia Movie Awards
Em 2006, a MTV Rússia organizou o seu primeiro MTV Russia Movie Awards. A premiação contou com uma estrutura digna de um Movie Awards. Como é de praxe o evento premiou filmes locais e internacionais. 

## Encerramento das Atividades
Em dezembro de 2012 o grupo de midia dono da MTV Rússia chamado ProfMedia anunciou o fim da emissora em 1º de junho de 2013, após 15 anos no ar, no lugar ser lançado o Pytanisa que será um canal de TV dedicado ao entrentenimento.

### Apresentadores
- Pamela Anderson (2006)
- Paris Hilton (2007)

## Relançamento
Em 1998, a Viacom International Media Networks Europe (VIMN Europe) assinou um contrato de longa duração com a Biz Enterprises para lançar a versão do canal na Federação Russa. A MTV foi o primeiro canal americano a se estabelecer em solo russo. Em 2007, a VIMN assinou um novo contrato com a Prof Media para operar o canal juntamente com o VH1 Rússia. Sob o comandado da Prof Media o canal deixou de transmitir música e passou a transmitir uma programação jovem. Essa mudança de formato foi um fracasso para os novos donos e uma pesquisa conduzida pela VIMN e o público tinha preferência pelo formato antigo do canal.
Prof Media anunciou no final de dezembro de 2012 que não iria operar mais a MTV Rússia a partir de 1º de junho de 2013 e iria subsitituir o canal por um canal de entretenimento chamado FRIDAY. No dia 30 de maio de 2013, a nova divisão russa da Viacom anunciou o relançamento do canal que agora seria transmitido a partir de Londres, com um feed exclusivo para a Rússia. Com o relançamento, os programas próprios serão todos transmitidos com legendas em russo. Como parte do relançamento, um concurso será feito para escolher os novos VJs do canal.
A Versão em HD da MTV Rússia será transmitida a partir de 1º de outubro. A divisão russa da Viacom, no ínicio transmitirá dos estúdios do canal de Londres, juntamente com os sinais dos canais de sua propriedade: A Nickelodeon Rússia e o Comedy Central Rússia.